# Lobotomia

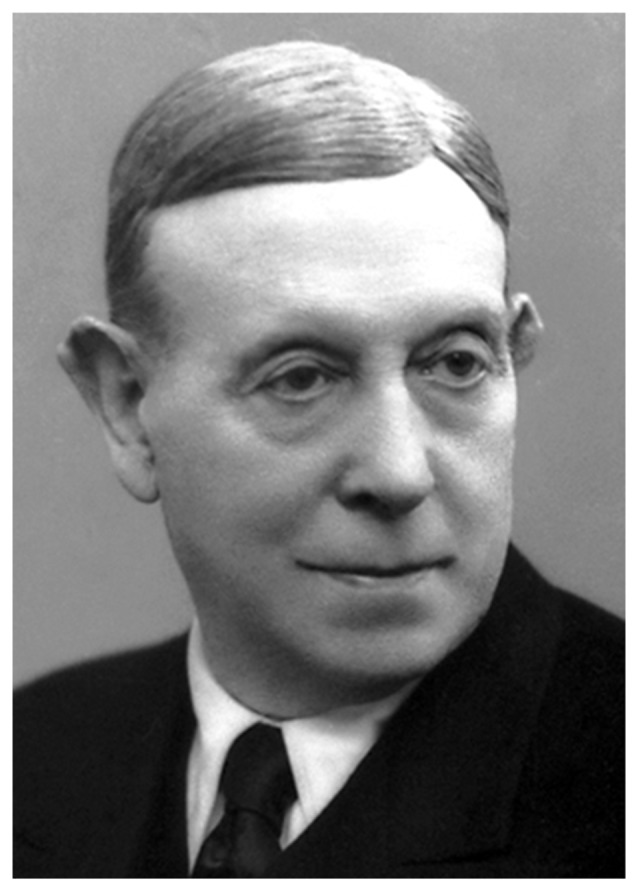
António Egas Moniz

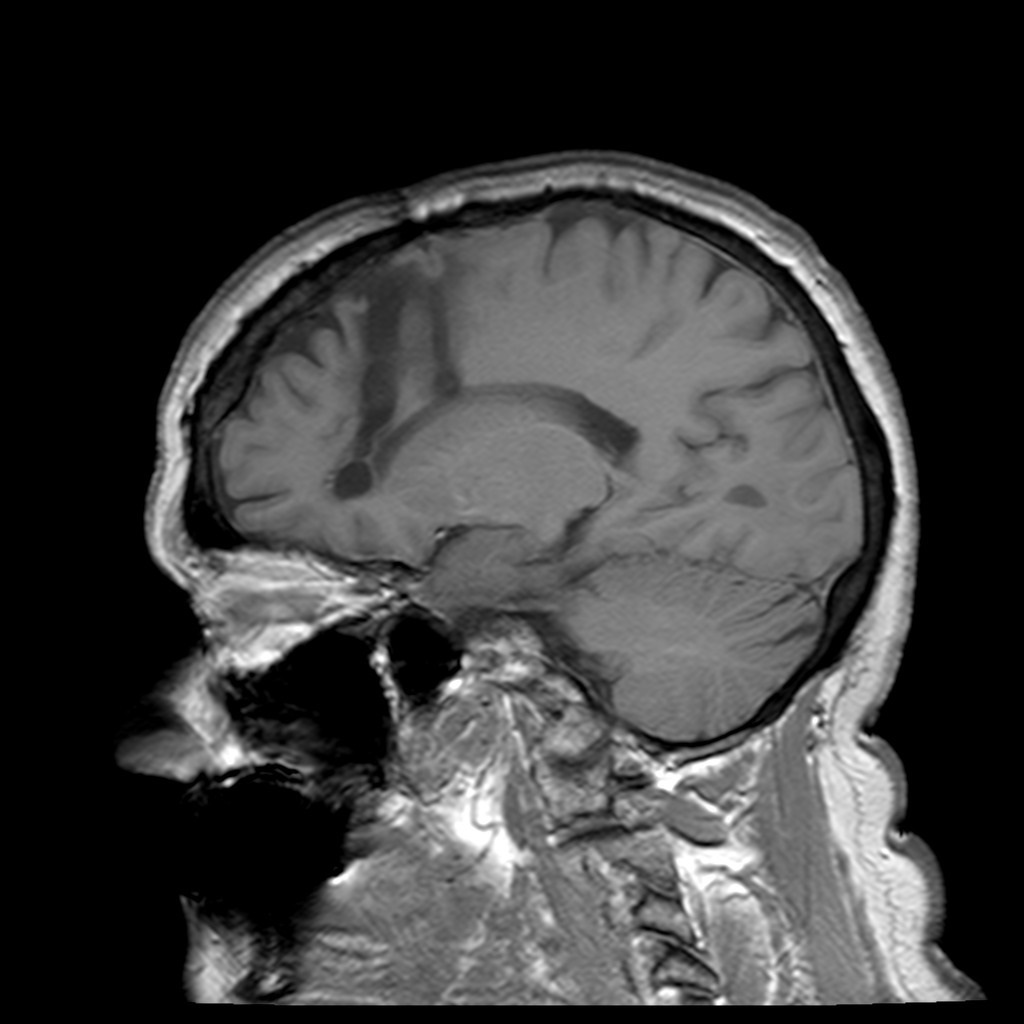
Obraz MRI w sekwencji T1 głowy 65-letniego mężczyzny leczonego kiedyś z powodu zaburzeń obsesyjno-kompulsyjnych. Dwie linijne zmiany w płacie czołowym zstępujące do ciała modzelowatego odpowiadają wykonanej wcześniej leukotomii czołowej.

Lobotomia przedczołowa, zwana także lobotomią (z gr. λοβός (lobos) 'płat', i τομή (tomē) 'cięcie, sekcja') lub lobotomią czołową albo leukotomią przedczołową – zabieg neurochirurgiczny polegający na przecięciu połączeń kory przedczołowej z innymi strukturami mózgowia, jedna z  metod leczenia chorych na schizofrenię i inne ciężkie choroby psychiczne.

## Historia
Początki psychochirurgii sięgają lat 80. XIX wieku, kiedy Gottlieb Burckhardt wykonał pierwsze zabiegi polegające na resekcji fragmentów kory mózgu u sześciu pacjentów chorych na schizofrenię.
W roku 1935 amerykański psycholog John Fulton opisał, że szympansy, u których dokonano obustronnej resekcji kory przedczołowej, są pozbawione zdolności wyrażania emocji oraz stają się bardziej kooperatywne i silniej dążą do wykonania zadań, nie przejawiając przy tym frustracji, chociaż przed operacją szybko wykazywały złość. W tym samym kongresie, na którym przedstawił on swoje wyniki badań, brał udział portugalski profesor neurologii António Egas Moniz – wynalazca lobotomii, a także Almeida Lima i Walter J. Freeman. Inną osobą, która wpłynęła na Moniza był neurolog Richard Brickner. Opisał on przypadek maklera, który został poddany resekcji płata czołowego z powodu dużego oponiaka. Pacjent przed zabiegiem był nieśmiały i zamknięty w sobie, natomiast po nim stał się żywy i chełpliwy. Spowodowało to, że Egas wysunął hipotezę, że u osób chorych psychicznie w płacie czołowym występują nieprawidłowe połączenia neuronów, a stan pacjentów może się poprawić po ich resekcji.
Zanim Moniz rozpoczął badania nad lobotomią, w 1927 roku jako pierwszy zobrazował naczynia krwionośne ludzkiego mózgu – wykonał angiografię.
Pierwsza lobotomia miała miejsce dwunastego listopada 1935 roku. Zabiegowi temu, początkowo polegającemu na zniszczeniu płata czołowego za pomocą spirytusu bezwodnego, została poddana 63-letnia kobieta cierpiąca z powodu objawów depresyjnych, lęku, urojeń, halucynacji i bezsenności. Psychiatra Barahona Fernandes dwa miesiące później doniosła, że stan pacjentki uległ poprawie. Później Moniz wraz z Limą skonstruował podobne do igły narzędzie z zaciskającą się pętlą, służące do przecinania włókien istoty szarej – leukotom. Pierwsza leukotomia została wykonana 3 marca 1936 roku przez Moniza i Limę. Egas przedstawił później wyniki wskazujące, że u 20 pacjentów jej poddanych w 35% choroba ustąpiła, w 35% leukotomia dała pozytywne skutki, ale nie wyleczyła choroby, a u 30% poprawa nie nastąpiła.
Inną osobą mającą wkład w rozwój lobotomii był amerykański neurolog Walter J. Freeman. Razem z Jamesem Wattsem wykonał on 4 października 1936 roku pierwszą lobotomię w Stanach Zjednoczonych. Pacjentką była Alice Hood Hammatt, która cierpiała z powodu zaburzeń depresyjnych. W tej operacji został wykorzystany zmodyfikowany leukotom Moniza. Po operacji pacjentka mówiła, że czuje się szczęśliwa, sześć dni po zabiegu wystąpiły u niej przemijające zaburzenia mowy i dezorientacja, ale samodzielnie wróciła do swojego domu, co Freeman zinterpretował jako sukces operacji. Później opracował on nową metodę lobotomii przezoczodołowej. Polegała ona na znieczuleniu pacjenta za pomocą przenośnego urządzenia do elektrowstrząsów, wbiciu za pomocą młoteczka przez sklepienie oczodołu orbitoklastu (narzędzia podobnego do szpikulca do lodu) i przesunięciu go po szerokim łuku, co prowadziło do zniszczenia tkanek płata czołowego.
Jedną z największych porażek Freemana była nieudana lobotomia przeprowadzona na Rosemary Kennedy, po której stała się ona niepełnosprawna.
Mimo popraw w stanie psychicznym pacjenci poddani lobotomii cierpieli z powodu zmian w ich osobowości (w 91% następujących po lobotomii), padaczki (w 12%), a inne powikłania obejmowały krwotoki śródczaszkowe, ropnie mózgu i otępienie. Według tego samego badania u 67% poddanych zabiegowi nastąpiła poprawa ich stanu, natomiast u 26% procent występowały nawroty choroby wymagające dalszego leczenia. Śmiertelność z powodu lobotomii w latach 40. była wysoka, badanie przeprowadzone w latach 1947–1958 wykazało średnią śmiertelność 7,4%.
Moniz był krytykowany z powodu bagatelizowania powikłań, nieprawidłowego dokumentowania zabiegów i niewystarczającej obserwacji swoich pacjentów. Zabiegowi poddawane były także dzieci i osoby niepełnosprawne intelektualnie. Lista wskazań kierujących na lobotomię była bardzo długa, czasami przeprowadzano ją bez żadnego wskazania i zgody chorego lub jego rodziny. Ostatnia pacjentka dr. Freemana, operowana w 1967 roku Helen Mortensen, zmarła 3 dni po zabiegu. Po zatwierdzeniu do stosowania w Stanach Zjednoczonych chloropromazyny w 1955 roku jego kariera zaczęła zwalniać, a reputacja zmalała. Do lat sześćdziesiątych w Stanach Zjednoczonych przeprowadzono około 60 000 lobotomii. Później ta metoda leczenia została zarzucona.
W Europie panowało przekonanie, że lobotomią można wyleczyć z homoseksualizmu.
W Polsce w latach 1947–1951 przeprowadzono 176 lobotomii przedczołowych metodą Moniza. Zabiegi te zostały później zarzucone, co dodatkowo zostało wzmocnione przez wprowadzenie w ZSRR zakazu wykonywania lobotomii.
W roku 1949 Egas otrzymał Nagrodę Nobla za badania nad leukotomią.

## Psychochirurgia dzisiaj
Leukotomia jest wciąż stosowana w celu leczenia ciężkich zaburzeń depresyjnych i obsesyjno-kompulsyjnych. Inne zabiegi psychochirurgiczne, jak przednia cingulotomia i kapsulotomia, traktotomia oraz amygdalotomia, są stosowane w leczeniu schizofrenii, zaburzeń obsesyjno-kompulsyjnych oraz nadmiernej agresywności.
Psychochirurgia jest w niektórych krajach zakazana.

## W kulturze
Lobotomia pojawia się m.in. w sztuce Tennesseego Williamsa Nagle, zeszłego lata, powieści Szklany klosz Sylvii Plath, książce Lot nad kukułczym gniazdem Kena Keseya (na podstawie której powstał film i sztuka o tym samym tytule) i filmach Frances, Sucker Punch oraz serialu Ratched. Pacjent Howard Dully opisał zabieg i życie po nim we własnej książce My Lobotomy: A Memoir.
Zabiegowi została poddana m.in. Eva Perón, Ellinor Hamsun, córka norweskiego pisarza Knuta Hamsuna i Rosemary Kennedy, siostra prezydenta Stanów Zjednoczonych Johna F. Kennedy’ego.
Lobotomia została także wspomniana w serialu BoJack Horseman (sezon 4, odcinek 2). Zabieg miał dotknąć Honey Sugarman, o czym zadecydował jej mąż – Joseph Sugarman.
Lobotomia pojawia się również w dodatku Old World Blues do gry Fallout: New Vegas, w którym główny bohater zostaje nieświadomie poddany zabiegowi. Podczas rozgrywki można też napotkać przeciwników nazywanych „lobotomici”.
W albumie 21st Century Breakdown amerykańskiego zespołu punkrockowego Green Day pojawiła się piosenka o tytule „Before The Lobotomy”.